# Кургановский (починок)
Кургановский — починок в Уржумском районе Кировской области России. Входит в состав Буйского сельского поселения.

## География
Находится в юго-восточной части региона, в зоне хвойно-широколиственных лесов,
на расстоянии примерно 21 километр на запад от районного центра города Уржум.

### Климат
Климат характеризуется как континентальный, умеренно холодный. Среднегодовая температура — 1,9 °C. Средняя температура воздуха самого холодного месяца (января) составляет −12,5 °C (абсолютный минимум — −45 °С); самого тёплого месяца (июля) — 18,5 °C (абсолютный максимум — 36 °С). Безморозный период длится в течение 126—131 день. Годовое количество атмосферных осадков — 496—545 мм, из которых 245—275 мм выпадает в период с мая по сентябрь. Снежный покров держится в течение 150 дней.

## История
Известен с 1891.

## Население
| 2010 |
| ---- |
| 20   |

### Историческая численность населения
В 1905 году учтено было дворов 45 и жителей 264, в 1926 35 и 150, в 1950 52 и 193 соответственно. В 1989 году отмечено 39 жителей.
Постоянное население составляло 32 человека (русские 100 %) в 2002 году, 20 в 2010.